# Cジャム・ブルース
「Cジャム・ブルース（英語: C Jam Blues）」は、 1942年にデューク・エリントンによって作曲されデイヴ・グルーシン、ジャンゴ・ラインハルト、オスカー・ピーターソン、チャールズ・ミンガスなどの他のミュージシャンによって演奏されたジャズ・スタンダード。

## 概要
タイトルの通りにド(C)とソ(G)の2つの音だけで書かれており、シンプルで覚えやすいメロディが特徴である。
バーニー・ビガード楽団による演奏が初とされ、歌詞付きのものとしてはエラ・フィッツジェラルドによるものが有名である。歌詞の内容は、「クラブのデュークス・プレイスに行って楽しもう」という内容。

## タイトルについて
1941年に器楽曲として発表された際のタイトルは「Cブルース（C Blues）」であった。
1942年には「Cジャム・ブルース」となり、1950年代半ばにプロデューサーのボブ・シールが歌詞を追加しようと考え、ルース・ロバーツ、Bill Katzの協力を得て歌詞を書きあげ、「デュークス・プレイス（Duke's Place）」と改題した。

## 録音
- エリントンの白黒フィルムは1942年に制作された。このビデオは、エリントンがコントラバスで演奏を開始した後、ドラマーのソニー・グリアやトランペット奏者のレックス・スチュワートなど、バンドの他のメンバーが徐々に参加するジャムセッションを描いている。
- ウエスタンスウィングのバンドリーダーであるボブ・ウィルズと彼のテキサスプレイボーイズは、1945年から1947年の間にティファニートランスクリプトの一部としてこの曲を録音した。 [2]
- ビル・ドジャットは、1958年のトリビュートアルバムSalute to Duke Ellington （ King ）に録音した。
- 「Cジャムブルース」は、ボンゾ・ドッグ・ドゥー・ダー・バンド「イントロとアウトロ」のベースとして使用された。 [3]
- マルグルー・ミラーとニールス=ヘニング・エルステッド・ペデルセンらの1999年のアルバムに曲を含めデュエットがある。 [4]
- デイヴ・ブルーベックは、1958年のニューポートジャズフェスティバルでこのライブを行った。レコーディングは彼らのアルバムNewport1958に登場した。 [5]